# Vrensted Sogn
Vrensted Sogn er et sogn i Hjørring Søndre Provsti (Aalborg Stift).
I 1800-tallet var Tise Sogn anneks til Vrensted Sogn. Begge sogne hørte til Børglum Herred i Hjørring Amt. Vrensted-Tise sognekommune blev ved kommunalreformen i 1970 delt: Tise blev indlemmet i Brønderslev Kommune, og Vrensted blev indlemmet i Løkken-Vrå Kommune, der ved strukturreformen i 2007 indgik i Hjørring Kommune.
I Vrensted Sogn ligger Vrensted Kirke.
I sognet findes følgende autoriserede stednavne:
- Båsted Hede (bebyggelse)
- Emil Nielsens Klit (bebyggelse)
- Fælleden (bebyggelse)
- Ingstrup Sø (areal)
- Jomfrubakken (bebyggelse)
- Kallehavegårds Klit (bebyggelse)
- Kallehavegårds Mark (bebyggelse)
- Karens Klit (bebyggelse)
- Knudsgård (bebyggelse)
- Kongsengene (bebyggelse)
- Kærgårde (bebyggelse)
- Libakken (bebyggelse)
- Magnus Christensens Klit (bebyggelse)
- Nybæk (bebyggelse)
- Rørbæk (vandareal)
- Sundsted (bebyggelse)
- Vitmose Enge (areal)
- Vrensted (bebyggelse, ejerlav)
- Vrensted Klit (bebyggelse)
- Vrensted Kær (bebyggelse)
- Vrensted nordre Udflyttere (bebyggelse)
- Vrensted Østerhede (bebyggelse)
- Vrensted østre Udflyttere (bebyggelse)
- Vringelby (bebyggelse)
- Østergårds Klit (bebyggelse)
- Åsendrup (bebyggelse, ejerlav)
- Åsendrup Kær (bebyggelse)